# Gmane

Logo Gmane

Gmane jest serwisem udostępniającym bramkę pomiędzy usługą e-mail oraz news. Daje ona swoim użytkownikom możliwość przeglądania list dyskusyjnych tak jakby stanowiły one grupy dyskusyjne Usenet. Serwis ten umożliwia również przeglądanie wiadomości poprzez zróżnicowane interfejsy webowe.
Gmane służy także jako archiwum wiadomości, które nie są automatycznie wygaszane (wiadomość można usunąć na żądanie użytkowników). Gmane obsługuje również importowanie postów listy dyskusyjnej, które były wysłane zanim dana lista została włączona w serwis.